# Йоган II (маркграф Бранденбургу)
Йоган II (*Johann II, 1237 — 10 вересня 1281) — маркграф Бранденбург-Штендаля у 1266—1281 роках.

## Життєпис
Походив з роду Асканіїв. Старший син Йогана I, маркграфа Бранденбургу, та Софії (доньки Вальдемара II, короля Данії). Народився у 1237 році. У 1256 році відбулися заручини з Беатріс, донькою Альфонса X, короля Кастилії, яким цим бажав заручити підтримкою Йогана I під час голосування за кандидатуру короля Німеччини. Між 1258 та 1260 роками оженився на представниці роду Верле, родичами герцогів Мекленбурзьких.
У 1266 році після смерті батька разом з братами Конрадом I, Генріхом I і Отто IV стає Бранденбург-Штендальським маркграфом. Втім до 1267 року загальне керівництво Бранденбургом здійснював стрийко — Отто III. Своїми резиденціями Йоган II обрав замки Вербеллін та Бреден.
У 1269 році спільно з братами уклав договір з Мстівоєм II, князем Східної Померанії, в Арнсвальді. Згідно нього брати отримували області навколо міст Білоґард та Свеце в обмін на фінансову допомогу князю. Втім останній залишався верховним сюзереном цих міст. Завдяки цьому Бранденбург-Штендаль отримав доступ до торгівлі в Балтійському морі.
У 1273 році разом з братами видав розпорядження про переведення монастиря з Марінзее до Коріна, який став усипальнею маркграфів Бранденбур-Штендалю. В подальшому Йоган II багато опікувався піднесенням цього цистерціанського абатства. Разом з тим він значну уваги приділяв німецький колонізації своїх володінь, втім надавши першість в керуванні брату Отто IV.
Втрутився у вибори архієпископа Магдебургу, намагаючись поставити новим прелатом свого брата Еріка, але до кінця життя не досяг цієї мети. Помер він у 1287 році. Його володіння відійшли до братів та старшого сина.

## Родина
Дружина — Гедвіга, донька Ніколаса I фон Верле
Діти:
- Конрад (1261—1308), маркграф Бранденбургу у 1281-1308 роках
- Йоган (1263—1292), єпископ Гафельберга